# Jardín Botánico de Oranim
El Jardín Botánico de Oranim (en hebreo: הגן הבוטני במכללת אורנים) es un jardín botánico que rodea al Oranim Academic College. Situado en Kiryat Tiv'on Israel. 

## Localización
El "Oranim Academic College" se encuentra en una colina, rodeado de un pinar que le da el nombre. Desde aquí se divisan las montañas del Carmelo y el Valle de Jezreel, estando rodeado de los campos de cultivo de Oranim.  
Botanical garden, Oranim Kiryat Tiv'on, Israel.
Planos y vistas satelitales.32°42′43.17″N 35°6′28.66″E / 32.7119917, 35.1079611
Se encuentra abierto todos los días del año.

## Historia

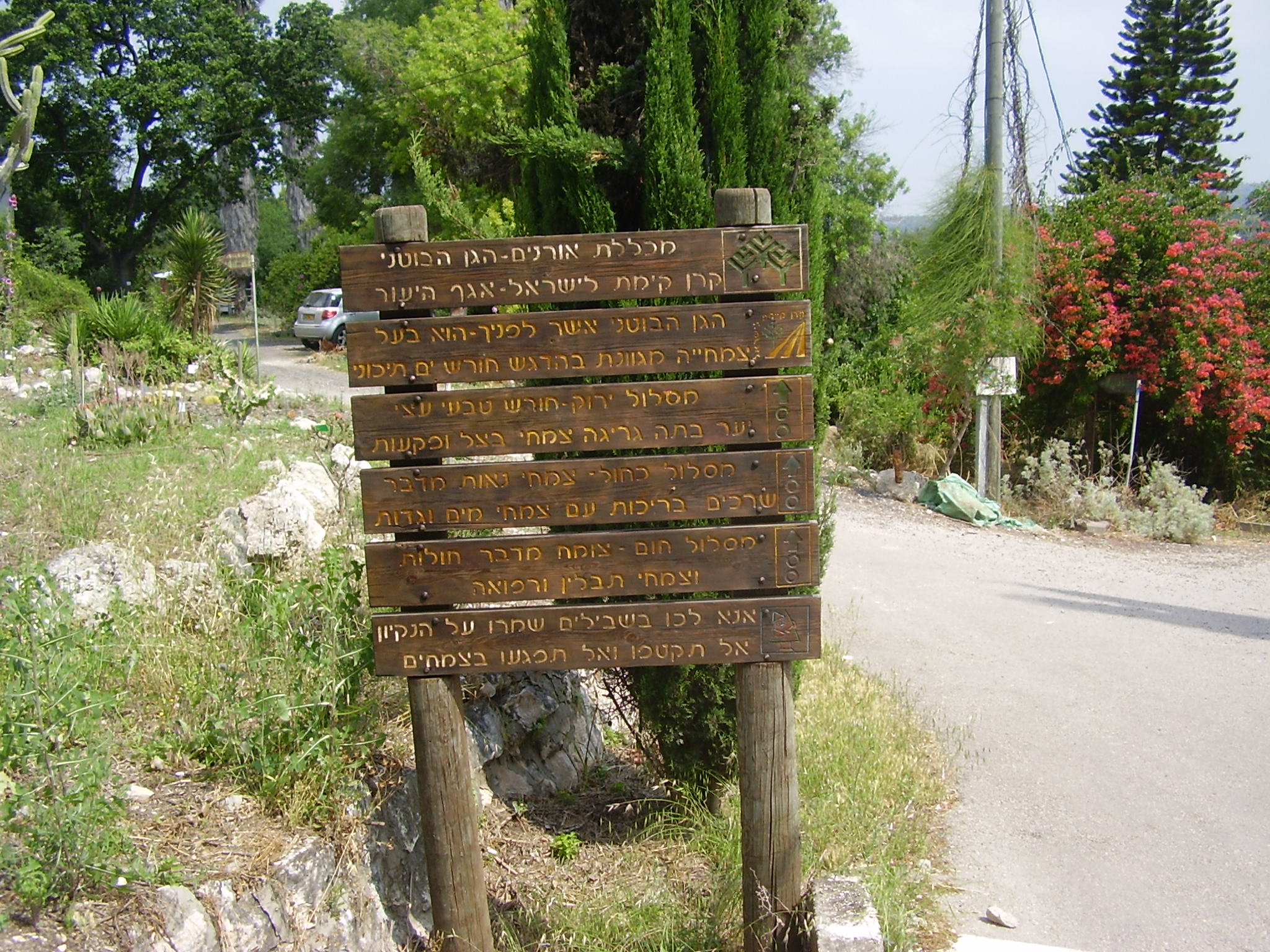
Poste informativo en el jardín botánico Oranim.

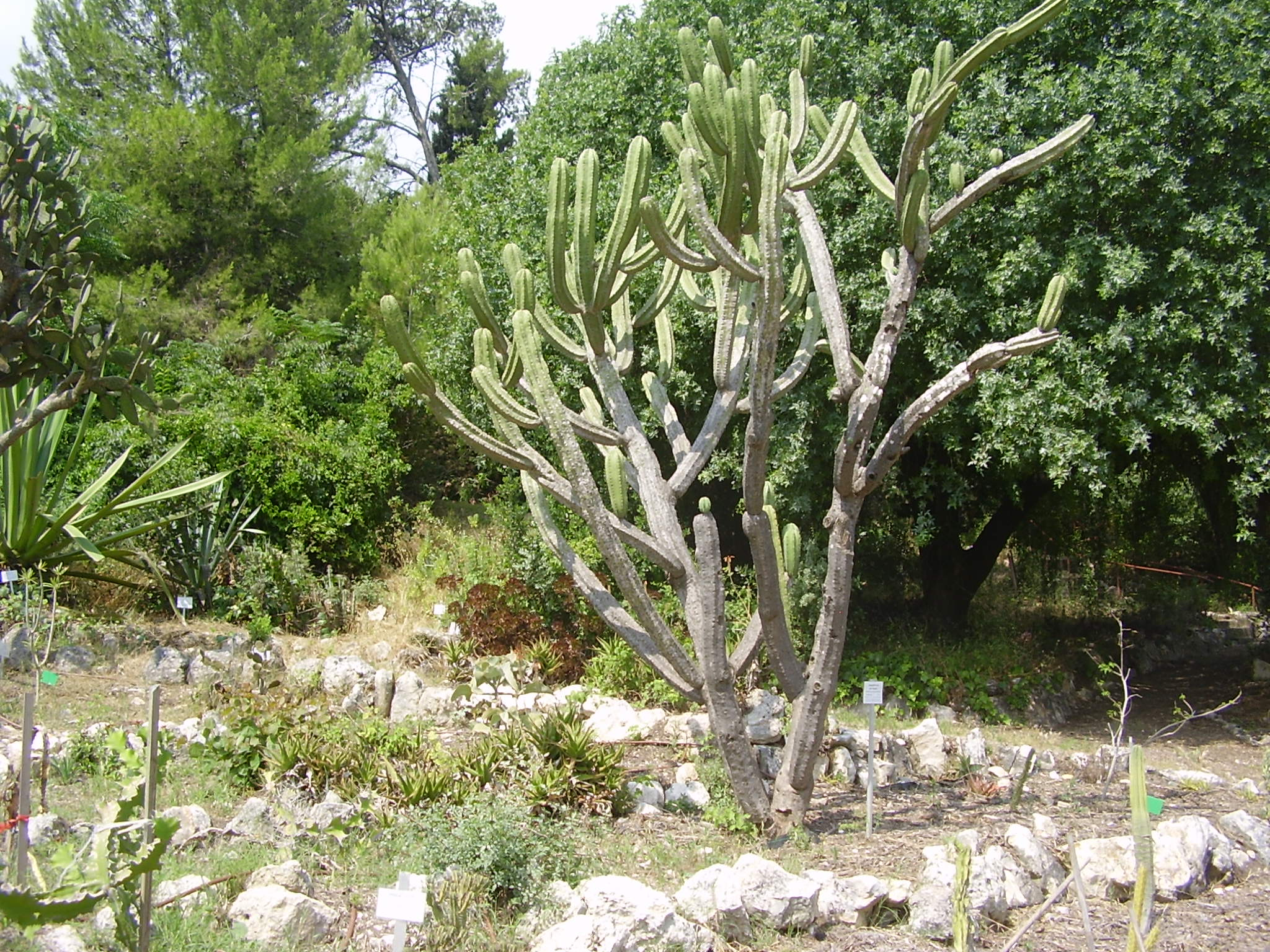
Cactus en el jardín botánico Oranim.

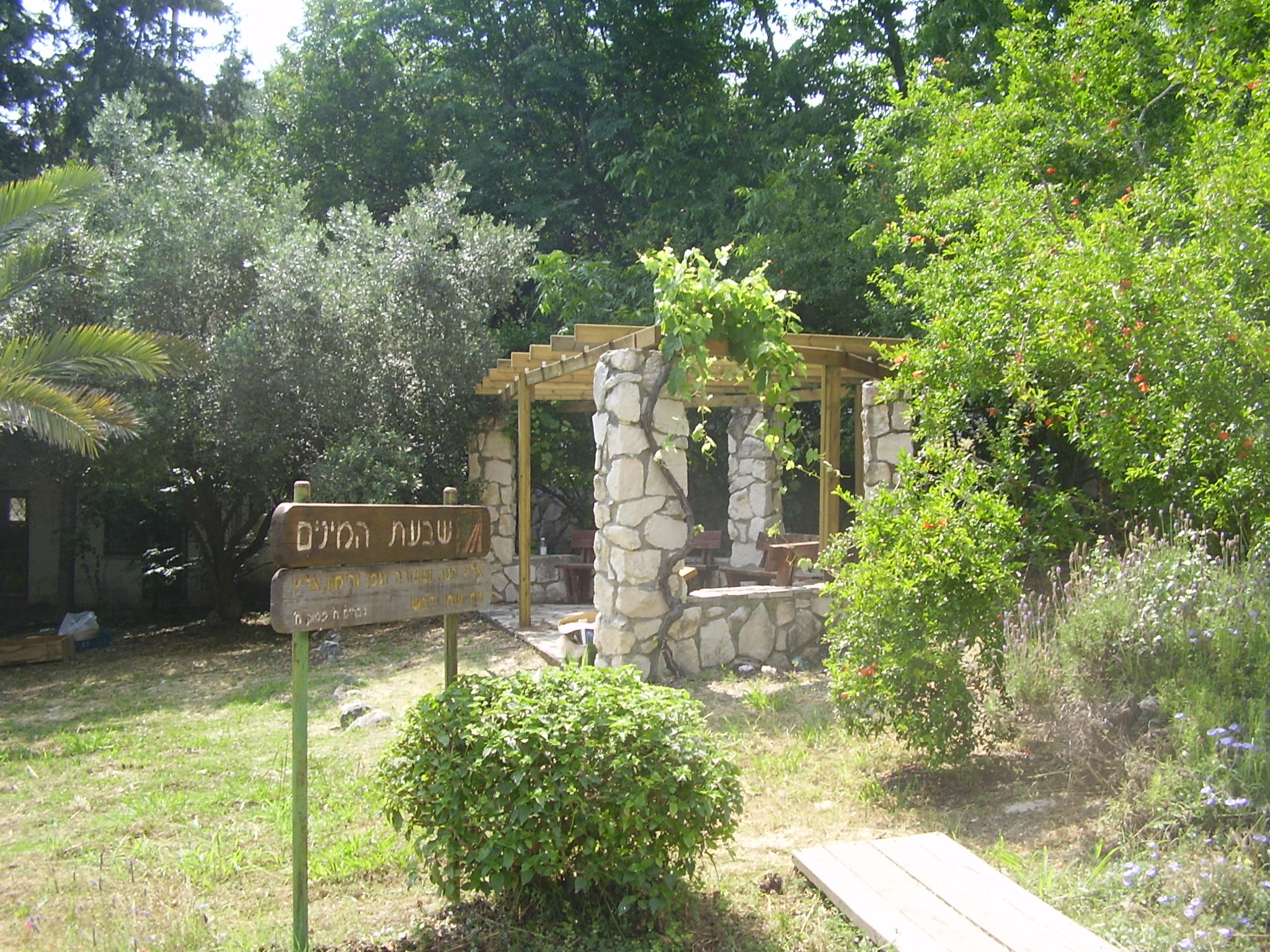
Zona de descanso en el jardín botánico Oranim.

El movimiento de los kibutz fundó Oranim en 1951 como universidad para entrenar a los trabajadores y a los profesores en un cuidado de niños y jóvenes de alta calidad. La educación de los kibutz, en este tiempo, era obligatoria, a partir de la fecha de nacimiento hasta la inscripción en el ejército. 
El énfasis estaba no sólo en la adquisición de conocimiento y de habilidades, sino también en la enseñanza de conceptos educativos y de valores personales. El ser profesor en el movimiento de los kibutz era una vocación, no una profesión.  
La reputación de Oranim alcanzó un gran renombre en poblaciones fuera de los Kibutz. Actualmente la mayor parte de sus estudiantes vienen de ciudades, pueblos, moshavs y de aldeas. Los estudiantes y el personal en Oranim reflejan la realidad multicultural y multiétnica en Israel. 
La meta de Oranim es poner en evidencia el potencial del profesor en cada estudiante. Oranim ofrece un horizonte intelectual amplio. Los eruditos más brillantes de Israel se acercan a Oranim; artistas, científicos, y educadores de reputación internacional entrenan a los estudiantes a un muy alto nivel.  

## Colecciones botánicas
Con la intención de mostrar el verdadero espíritu de Oranim, se creó el jardín botánico que rodea a la institución siendo un jardín ahorrador de agua donde las especies vegetales fueron escogidas para que se adaptaran a las condiciones climáticas de la zona.